# Gioi
Gioi ist eine italienische Gemeinde mit 1077 Einwohnern (Stand 31. Dezember 2023) in der Provinz Salerno in der Region Kampanien. Der Ort ist Teil des Nationalparks Cilento und Vallo di Diano sowie der Comunità Montana Zona del Gelbison e Cervati.

## Geografie
Cardile ist noch ein weiterer Ortsteil von Gioi. Die Nachbargemeinden sind Campora, Moio della Civitella, Orria, Salento, Stio und Vallo della Lucania.